# Покривні льодовики
Покривні льодовики — льодовики, що мають товщину до 4 км, приховують нерівності рельєфу і займають великі площі.
Покривні льдовики покривають поверхню суходолу незалежно від його рельєфу. Вони мають форму куполів, товща яких подекуди перевищує 3 км. Лід у такому стані льодовика наростає в центрі купола і повільно розтікається до країв. Краї льодовика, спускаючись в океан, відламкуються великими шматками.
Покривні льодовики поділяються на:
- льодовикові куполи (випуклі льодовики товщиною до 1000 м);
- льодовикові щити (великі випуклі льодовики товщиною понад 1000 м і площею більше 50 тис. км²);
- вивідні льодовики (льодовики, що швидко рухаються і через які відбуваються витрати льоду покривних льодовиків (вивідні льодовики звичайно закінчуються в морі, утворюючи льодовикові язики, які плавають, що дають початок численним айсбергам невеликого розміру);
- шельфові льодовики (плаваючі або такі, що частково спираються на морське дно; вони є продовженням наземних льодових покривів, рухаються з берега до моря і утворюють дуже великі айсберги).

Покривні або материкові льодовики утворюються в полярних районах майже на рівні моря. На відміну від льодовиків альпійського типу, покривні льодовики не мають яскраво виражених форм живлення. Форма таких льодовиків не контролюється рельєфом ложа.
Покривні (материкові) льодовики найбільше розвинуті в Гренландії та Антарктиді.
| Льодовик | Це незавершена стаття з гляціології. Ви можете допомогти проєкту, виправивши або дописавши її. |